# Liposom
Liposom är en liten och rund fettbubbla (vesikel) med en diameter mellan 25 och 100 nanometer, som är gjord av samma material som ett cellmembran. Liposomer kan användas som bärare av näringsämnen eller av läkemedel (mot cancer eller andra sjukdomar).
Namnet liposom har sitt ursprung i två grekiska ord: "lipo" som betyder "fett" och "soma" som betyder "kropp".

## Funktion & förklaring
Liposomer är små konstgjorda vesiklar tillverkade av kolesterol och fosfolipider.  Fosfolipider är uppbyggda av tre delar, fettsyrarester (hydrofoba "svansar"), en fosfatidylrest (hydrofilt "huvud") och en glyceroldel. Om en vattenlösning har hög koncentration av fosfolipider kan det bildas liposomer. Liposomer är ett sorts slutet dubbellager av fosfolipider eller så kallade slutenbilager. Fördelen med detta är att de kan ha två vattenlösningar, en på var sida om fosfolipidbilagret. De hydrofila delarna riktar sig mot den utsidan samt insidan där vattnet existerar. De hydrofoba delarna befinner sig i ett mellanrum där de inte kommer i kontakt med vatten, utan bara med varandra. En liposom kapslar in en vattenhaltig lösning inuti ett hydrofobt membran. Hydrofilt lösta ämnen har svårt att passera genom lipider. Hydrofoba kemikalier kan däremot lösas upp in i membranet. På detta sätt kan en liposom transportera både hydrofoba molekyler samt hydrofila molekyler. För att leverera molekylerna (eller annat innehåll) till där de behövs kan fosfolipidlagret sluta sig samman med andra som har ett dubbelskikt av fosfolipider så som till exempel cellmembranet. 
Liposomer kan används för transport av olika biologiska molekyler eller molekylkomplex till celler, t.ex. läkemedel eller gener.  Caelyx är ett exempel på ett liposomalt läkemedel som är används i Sverige för att behandla vissa typer av cancertumörer .

## Upptäckt
Liposomer beskrevs första gången 1961 (publicerad 1964) av den brittiska haematologisten Alec D Bangham Horne, vid Babraham Institute, på Cambrige. Liposomerna upptäcktes när Bangham och RW Horne testade institutets nya elektronmikroskop. Likheten mellan torkade fosfolipider och plasmalemma var uppenbar. Bilderna som togs med hjälp av elektronmikroskopet användes som det första riktiga beviset för att cellmembranet har ett dubbellager av lipidstruktur.